# Caussade

Caussade este o comună în departamentul Tarn-et-Garonne din sudul Franței. În 2009 avea o populație de 6.586 de locuitori.

## Evoluția populației
| An        | 1975  | 1982  | 1990  | 1999  | 2006  | 2009  |
| --------- | ----- | ----- | ----- | ----- | ----- | ----- |
| Populație | 5.548 | 5.933 | 6.009 | 5.971 | 6.463 | 6.586 |